# Victor Turner
Victor Witter Turner (ur. 28 maja 1920 w Glasgow, zm. 18 grudnia 1983 w Charlottesville) – brytyjski antropolog pochodzenia szkockiego. Znany przede wszystkim z publikacji na temat symboli i rytuałów przejścia. Jego późniejsze prace, podobnie jak prace Clifforda Geertza i innych antropologów, zalicza się do nurtu antropologii interpretatywnej i symbolicznej. Mieszkał kolejno w Anglii, Afryce Środkowej, a od 1964 roku w Stanach Zjednoczonych.

## Życiorys
Jego ojciec, Norman Turner, był kapitanem i inżynierem elektronikiem, matka, Wioletta Witter, była aktorką Teatru Narodowego Szkocji. W wieku jedenastu lat Turner wyjechał z matką (rozwiedzioną) do Bournemouth w Anglii gdzie skończył szkołę ogólnokształcącą, a następnie – prawdopodobnie pod wpływem matki – zaczął w 1938 r. studiować filologię angielską i klasyczną na University College London. Studia przerwał w 1941 r. z powodu poboru do wojska. W 1943 r. ożenił się z Edith Davis (która później także została antropologiem). Przez kilka lat żyli (z dwoma synami) w cygańskim wozie nieopodal bazy wojskowej Rugby.
Po przeczytaniu książek Dojrzewanie na Samoa Margaret Mead i The Andaman Islanders Alfreda Radcliffe-Browna powziął decyzję o rozpoczęciu studiów antropologicznych (na Uniwersytecie Manchesterskim), które ukończył w 1949 r. z tytułem Bachelors Degree with Honours (odpowiednik pol. licencjata z wyróżnieniem). Max Gluckman, jeden z jego profesorów, złożył mu ofertę wyjazdu na stypendium naukowo-badawcze do Afryki. Badał tam obyczaje plemienia Ndembu zamieszkującego Północną Rodezję (dzisiejsza Zambia). Doktorat obronił w 1955 r. po czym został na kilka lat wykładowcą Uniwersytetu. Opublikował wtedy swoją dysertację Schism and Continuity in an African Society. A Study of Ndembu Village Life (1957 r.).

## Działalność naukowa
Turner zyskał sławę dzięki swym badaniom nad teorią trójdzielnej struktury rytuału A. van Gennepa i rozwinięciu w niej fazy środkowej (liminalnej). Zauważył, że w stanie liminalnym, przejściowym między dwiema innymi fazami, uczestnicy rytuału są „pomiędzy”. Nie należą już do społeczności, której byli częścią, ale nie zostali jeszcze włączeni do innej grupy. Liminalność jest według Turnera stanem zawieszenia, niejasnym okresem, którego wyznacznikami mają być: pokora, odosobnienie, sprawdziany, niezdefiniowana przynależność do grupy płciowej oraz communitas. Turner zauważył, iż w pewnych okolicznościach zbiorowości ludzkie tworzą, alternatywne w stosunku do istniejących, instytucje wspólnoty – wolne od hierarchicznej struktury, za to przeniknięte duchem communitas. Według Turnera „(...) communitas jest spontaniczne, bezpośrednie, konkretne – nie jest kształtowane przez normy, nie jest zinstytucjonalizowane, nie jest abstrakcyjne”. Z communitas mamy do czynienia m.in. w obliczu kataklizmów czy katastrof oraz w przypadku specyficznych zachowań zbiorowych, takich jak pielgrzymki do sanktuariów, parady na festiwalach (np. Festiwal w Rio de Janeiro, Festiwal Karaibski w Londynie).

## Wizja antropologii
Turner sprzeciwiał się antropologii strukturalno-funkcjonalnej formułując własną wizję antropologii doświadczenia inspirowaną koncepcjami Wilhelma Diltheya. Jej przedmiotem miało być to, jak jednostki przeżywają własną kulturę - jak ją poznają, jakie mają względem niej uczucia i oczekiwania.

## Tłumaczenia na język polski
- Las symboli. Aspekty rytuałów u ludu Ndembu, Kraków 2007, Zakład Wydawniczy Nomos, ISBN 978-83-60490-11-2, s. 462 (The Forest of symbols. Aspects of Ndembu ritual Ithaca 1967)
- Proces rytualny. Struktura i antystruktura, Warszawa 2010, Państwowy Instytut Wydawniczy, Seria Antropologiczna, ISBN 978-83-06-03252-9 (The Ritual Process. Structure and Anti-structure 1969)
- (współautor z Edith Turner) Obraz i pielgrzymka w kulturze chrześcijańskiej, Kraków 2009, Wydawnictwo Uniwersytetu Jagiellońskiego, seria Cultura, ISBN 978-83-233-2686-1, s. 272 (Image and Pilgrimage in Christian Culture 1978)
- Gry społeczne, pola i metafory. Symboliczne działanie w społeczeństwie, Kraków 2005, Wydawnictwo Uniwersytetu Jagiellońskiego, seria Cultura, ISBN 83-233-2050-0, s. 252 (Dramas, Fields, and Metaphors. Symbolic Action in Human Society 1974)
- Od rytuału do teatru. Powaga zabawy, Warszawa 2005, Oficyna Wydawnicza Volumen we współpracy z wydawnictwem Złota Gałąź, ISBN 83-7233-044-1, ISBN 837230441 – na książce podany błędny numer ISBN (From Ritual to Theatre. The Human Seriousness of Play 1982)
- Antropologia widowiska, tł. Małgorzata i Jacek Dziekanowie, Warszawa 2008, Oficyna Wydawnicza Volumen, seria Czarna (The Anthropology of Performance 1986)
- (red. z Edwardem M. Brunerem) Antropologia doświadczenia, Kraków 2009, Wydawnictwo Uniwersytetu Jagiellońskiego, seria Cultura, ISBN 978-83-233-3036-3, s. 410 (The Anthropology of Experience 1986)